# 藤原影
藤原 影（ふじわら の かげ、生没年不詳）は、奈良時代の女官。姓は朝臣。位階は正五位上。名前は蔭とも表記される。

## 生涯
淳仁朝の天平宝字2年（758年）8月、天皇の即位時の叙位により、粟田諸姉とともに無位より従五位下に叙される。称徳朝においては昇進せず、不遇を託つが、光仁朝の宝亀2年（771年）正月、橘真都我とともに正五位下を授けられる。同年11月、女官として大嘗祭に奉仕したことにより、正五位上に昇叙している。
その後の事績は不明である。

## 官歴
『続日本紀』による
- 天平宝字2年（758年）8月1日：従五位下
- 宝亀2年（771年）正月15日：正五位下。11月28日：正五位上